# Związek Młodzieży Białoruskiej

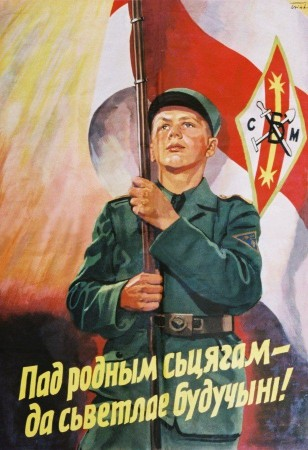
Propagandowy plakat

Związek Młodzieży Białoruskiej (biał. Саюз Беларускай Моладзі) – białoruska kolaboracyjna organizacja młodzieżowa działająca pod okupacją niemiecką na obszarze Generalnego Okręgu Białorusi podczas II wojny światowej.

## Historia
W początkowym okresie okupacji niemieckie władze nie przewidywały tworzenia organizacji młodzieżowych na opanowanych terenach ZSRR. Dopiero 3 czerwca 1942 r. został wydany przez Alfreda Rosenberga, Ministra Rzeszy do spraw Okupowanych Terytoriów Wschodnich, dekret umożliwiający powoływanie wydziałów młodzieży w generalnych komisariatach krajów nadbałtyckich, Ukrainy i Białorusi. Gauleiter Generalnego Okręgu Białorusi Wilhelm Kube, który konsekwentnie prowadził politykę pozyskiwania ludności białoruskiej, stał się gorącym zwolennikiem utworzenia takiej organizacji. W jego opinii byłby to ważny środek realizacji jego kursu politycznego. Z tego względu tolerował istnienie utworzonej jesienią 1941 r. nieoficjalnej organizacji młodzieżowej w Okręgu Głębockim. Działalność wśród młodzieży prowadziła też za jego zgodą Białoruska Samopomoc Ludowa.
Powołanie ogólnobiałoruskiej organizacji młodzieżowej wymagało jednak uzyskania zgody A. Rosenberga i kilkumiesięcznych starań W. Kubego. Dlatego dopiero na początku 1943 r. podjęto przygotowania do utworzenia takiej organizacji, na wzór istniejących już w krajach bałtyckich. W Berlinie rozpoczęto szkolenie przyszłych kierowników okręgowych Związku Młodzieży Białoruskiej, rekrutujących się częściowo spośród przebywających w niewoli niemieckiej oficerów Armii Czerwonej pochodzenia białoruskiego. Prowadził je w gorący zwolennik idei współpracy z Niemcami Fabian Akińczyc. Opracowano również projekt statutu Związku i założeń programowych oraz materiały propagandowe. Jednocześnie przy generalnym komisariacie w Mińsku zorganizowany został Wydział Młodzieży pod kierownictwem Hermanna Schulza.
Na obszarze Białorusi zorganizowano 2 ośrodki szkoleniowe: dla dziewcząt w Drozdach koło Mińska i dla chłopców w Albertynie koło Słonimia. 22 czerwca 1943 r. podczas uroczystości w mińskim teatrze miejskim W. Kube ogłosił oficjalnie powstanie Związku Młodzieży Białoruskiej. Jego organizacja wzorowana była na strukturze Hitlerjugend. Naczelnym organem był tzw. sztab kierowniczy, na czele którego stanął Michał Hańko, bezpośrednio podporządkowany komisarzowi generalnemu. Pionem kobiecym kierowała Nadzieja Abramawa. Sztabowi kierowniczemu podlegali kierownicy rejonowi, zaś tym – kierownicy powiatowi. W miastach i wsiach istniały hufce (dla chłopców) i koła (dla dziewcząt). Do Związku mogła należeć jedynie młodzież białoruska w wieku od 10 do 20 lat.
Członkowie organizacji otrzymali czarne mundury szyte na wzór noszonych przez młodzież niemiecką z Hitlerjugend. Według statutu celem Związku miało być wychowanie konsekwentnych budowniczych Nowej Białorusi i przygotowanie ich do pełnienia przyszłych zadań narodowych. Podstawowym kierunkiem pracy wychowawczej było wyzwolenie młodzieży białoruskiej od wrogich i szkodliwych wpływów, jej odrodzenie moralne i wychowanie w duchu Nowej Białorusi pod przywództwem narodowosocjalistycznych Niemiec. Akcentowano w związku z tym nieodzowność patriotycznego wychowania młodzieży, co miało doprowadzić do wykorzenienia uwarunkowanej historycznie psychiki niewolniczej, do wyrobienia poczucia społecznego, obowiązkowości, pracowitości itp. Taki kierunek wychowawczy obliczony był na to, aby młodzież poczuła swą odpowiedzialność za los o dobrobyt ojczyzny i zawsze była gotowa pracować i służyć dla swego narodu i kraju. Statut zawierał także postulat dotyczący przyszłości stopniowej reedukacji całego społeczeństwa w myśl założeń programowych Związku.
Od lipca 1943 r. Związek zaczął wydawać własny organ prasowy – miesięcznik „Żywie Biełaruś” oraz opublikowano literaturę szkoleniową – „Wuczebny Listok” i „Dzionniki Zahadau”. Późnym latem kontynuowano szkolenie kadr instruktorskich, w tym młodych nauczycieli z zadaniem rozbudowy szkolnych kół Związku. Ważną rolę szkoleniowo-propagandową odgrywały wycieczki jego członków do Niemiec, podczas których młodzi Białorusini zapoznawali się z metodami pracy Hitlerjugend, występowali z koncertami pieśni białoruskich itp. We wrześniu działalność Związku została rozszerzona na wschodnią część Białorusi, która znajdowała się pod zarządem wojskowym. Od jesieni nastąpił znaczny wzrost szeregów organizacji, osiągając pod koniec roku ok. 40 tys. członków, co świadczyło, że idee W. Kubego trafiły na podatny grunt społeczny. Z kolei sowieckie podziemie prezentowało zdecydowanie wrogi stosunek do Związku. Jego zwalczanie było jednak mocno utrudnione ze względu głównie na młody wiek jego członków oraz fakt, że jego wpływy skupiały się przede wszystkim w miastach i mniejszych miejscowościach, gdzie partyzanci mieli utrudniony dostęp. Pomimo silnej propagandy podziemia jedynie 3 kierowników Związku przeszło do partyzantów. Po utworzeniu przez W. Kubego 27 czerwca 1943 r. Komitetu Zaufania, w jego skład weszli m.in. kierownicy Związku: M. Hańko i N. Abramowa. Związek działał do końca istnienia niemieckiej okupacji na Białorusi, a wielu jego członków ewakuowało się do Niemiec.
Związek Młodzieży Białoruskiej był organizacją, która niezależnie od jej politycznego kolaboranckiego rodowodu, wychowała w tamtym czasie najbardziej patriotycznie myślące pokolenie młodzieży białoruskiej. Jego członkowie organizowali później życie białoruskie na emigracji. Najgorzej mieli ci, którzy pozostali na sowieckiej Białorusi. Zostali oni napiętnowani jako zdrajcy i kolaboranci, a po kilku latach pobytu w łagrach, zmuszeni do starannego maskowania swoich postaw narodowych. Przez szeregi organizacji w latach 1943–1944 przewinęło się kilkadziesiąt tysięcy osób w wieku od 10 do 20 lat, głównie uczniów szkół podstawowych i średnich. Dla bolszewików było to stracone pokolenie, które należało odizolować od reszty społeczeństwa.